# Орацевич, Марцин
Ма́рцин Ораце́вич (пол. Marcin Oracewicz; около 1720, Стара-Любовня — 1789, Краков) — польский легендарный герой, участник обороны Кракова от русских войск во время Барской конфедерации в июне 1768 года. Легенда, популярная в Кракове, приписывает ему убийство серебряной пуговицей предводителя русского войска некоего полковника Ивана Панина.

## Биография
Марцин Орач родился около 1720 года в словацком городе Стара Любовня. 17 ноября 1745 года Марцин Орач, приняв гражданство Кракова, сменил фамилию на Орацевич. С 1747 по 1775 год Марцин Орацевич проживал в Старом доме на Главном рынке Кракова. Занимался ремесленными работами. С 1765 по 1773 год Марцин Орацевич был старшим ремесленного цеха. Был членом стрелецкого краковского Братства Куркове.
Согласно легенде 22 июня 1768 года Марцин Орацевич участвовал в обороне Кракова от русских войск.
Впервые о Марцине Орацевиче и его легендарном подвиге упомянул францисканец Винцентий Вытыкович в 1792 году. Согласно сочинению Вицентия Вытыковича во время обороны городских стен Марцин Орацевич после второго неудачного выстрела в русского офицера зарядил ружьё серебряной пуговицей с жупана и убил ею русского полковника Ивана Панина, после чего русские войска отступили от Кракова:

«Когда пушки не смогли разбить ворота, Панин верхом на коне со своими офицерами стал искать место и способ разрушить Флорианские ворота. В это время один из обывателей мещанин и подмастерий Марцин Орацевич, будучи на городской стене, зарядил ружьё и выстрелили в Панин, угодив ему в грудь, но тот был одет в кольчугу и пуля не повредила ему и он не пострадал. Поняв, что Панин защищён в кольчугой, Орацевич повторно зарядил оружие и выстрелил в голову, но Панин уклонился. Марцин Орацевич после двух неудачных выстрелов  снова зарядил  ружьё пуговицей с жупана и, метясь в голову, попал ему в зубы и Панин упал с коня. … Русские, потеряв при штурме своего предводителя, отошли к Чишину. Цистерцианцы собрали тела погибших русских офицеров и похоронили их в саду, где сейчас Стрелецкий сад».

Польский историк Владислав Конопчинский не подтверждает штурма русскими войсками Кракова 22 июня 1768 года и существование полковника Ивана Панина.
В 1889 году краковские власти позволили российским представителям забрать останки погибших офицеров, погибших в 1768 году. Во время эксгумации были обнаружены останки одного человека, под левой глазницей которого находилось большое отверстие, характерное для огнестрельного ранения.

## Различные версии объяснения легенды
Существуют различные версии объяснения этой легенды:
- Обороняющиеся не имели достаточного запаса боеприпасов, поэтому применяли при обороне городских стен подручные средства. Легенда о Марцине Орацевиче, убившего русского офицера, пытается приукрасить слабую готовность города к обороне.
- Серебряная пуговица символизирует серебряную пулю и упоминается в контексте суеверия, согласно которому нечистую силу можно убить только серебряной пулей. Обороняющееся думали, что среди нападающих есть украинские характерники, которых, согласно суеверию, невозможно было убить обычной пулей[5]. Францисканец Вицентий Выткывеч, знакомый с этим суеверием и, не желая его оглашать в своём сочинении, заменил серебряную пулю пуговицей с жупана.

## Память
- В 1890 году в Стрелецком парке около Целестата был установлен бюст Марцина Орацевича.
- В 1897 году на стене краковского барбакана была установлена мемориальная табличка со словами:

«DNIA 22 CZERWCA 1768 ROKU MARCIN ORACEWICZ MIESZCZANIN I PASAMONIK KRAKOWSKI STRZAŁEM Z MURÓW MIASTA ZABIŁ PUŁKOWNIKA ROSYJSKIEGO, SKUTKIEM CZEGO ROSYANIE DNIA TEGO OD MIASTA ODSTĄPILI. 1897.»
(22 июня 1768 года Марцин Орацевич краковский гражданин и подмастерий выстрелом с городских стен убил русского полковника, после чего русские в этот же день отступили от города. 1897)